# Appellationsgericht des Kantons Basel-Stadt

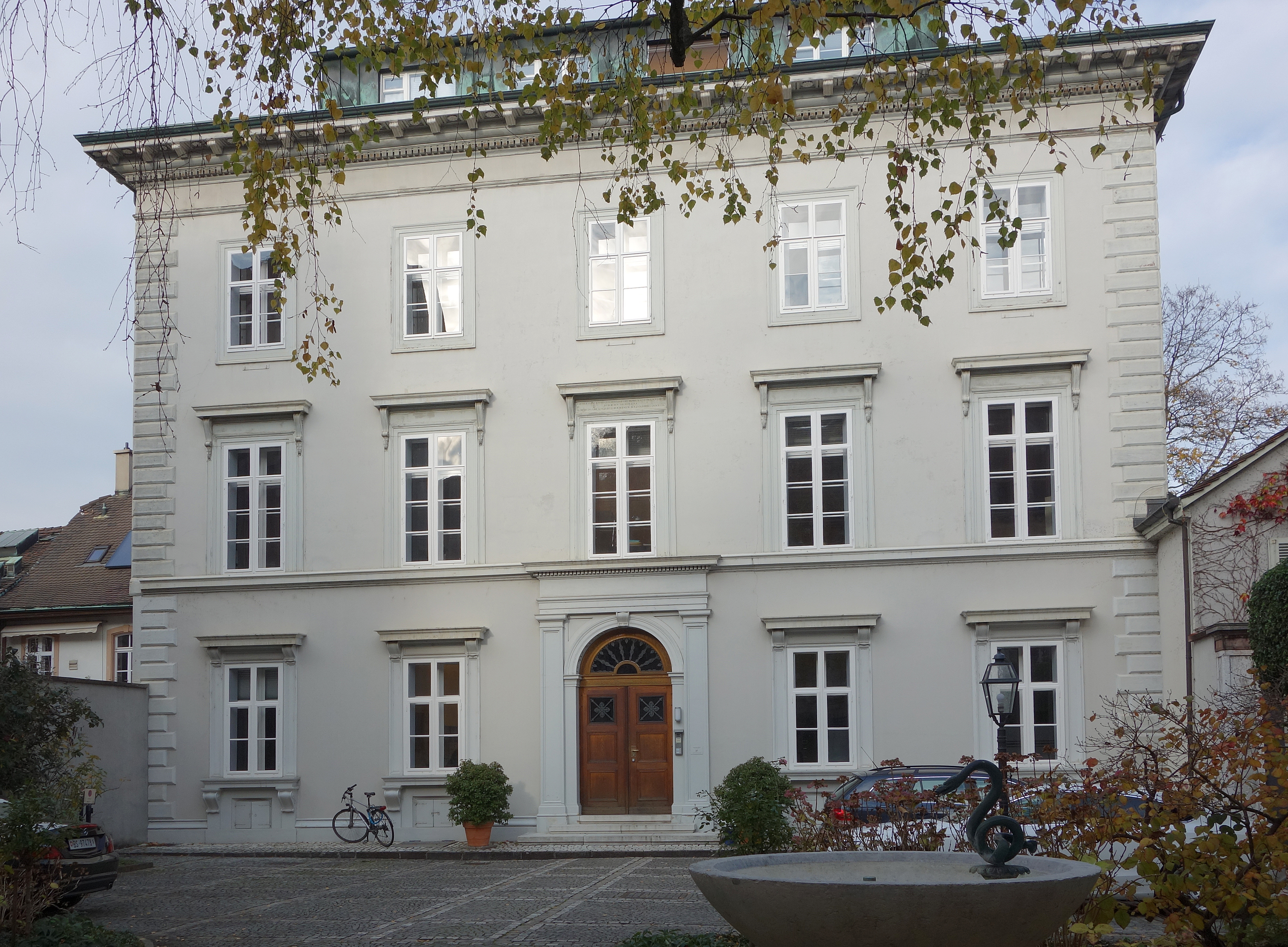
Das Basler Appellationsgericht residierte zeitweise im Rheinhof an der St. Alban-Vorstadt 25, ist inzwischen aber wieder am angestammten Ort im Gerichtsgebäude an der Bäumleingasse zu finden

Das Appellationsgericht ist die oberste Gerichtsbehörde des Kantons Basel-Stadt. In Zivil- und Strafsachen überprüft es als zweite Instanz die Entscheide des Zivilgerichts sowie des Strafgerichts und des Jugendgerichts, wenn sie von einer oder einem der Beteiligten angefochten werden.
Das Appellationsgericht ist zudem kantonales Verwaltungs- und Verfassungsgericht. Die von der baselstädtischen Verwaltung erlassenen Verfügungen können im Kanton letztinstanzlich bei ihm angefochten werden, soweit nicht ausnahmsweise ein direkter Weiterzug an eine Gerichtsbehörde des Bundes möglich ist. Das Verfassungsgericht überprüft kantonale Erlasse auf ihre Rechtmässigkeit und entscheidet über Beschwerden im Zusammenhang mit Wahlen und Abstimmungen sowie Volksinitiativen.

## Bestand und Konstituierung
Die neun Präsidien als auch die 14 Richterinnen und Richter des Appellationsgerichts werden jeweils auf eine Amtsdauer von sechs Jahren bestimmt.
Die ordentlich nebenamtlichen Richterinnen und Richter können bei fachlicher Eignung für bestimmte Fälle nach dem Gerichtsorganisationsgesetz (GOG) als ausserordentliche Gerichtspräsidentinnen und Gerichtspräsidenten eingesetzt werden.

## Gerichtspräsidien
- Stephan Wullschleger, Vorsitzender Präsident
- Christian Hoenen, Stv. Vorsitzender Präsident
- Olivier Steiner
- Eva Christ
- Claudius Gelzer
- Liselotte Henz
- André Equey
- Patrizia Schmid
- Marc Oser

(Reihenfolge nach Amtsantritt)

## Richterinnen und Richter
- Christoph A. Spenlé
- Lucienne Renaud
- Jacqueline Frossard
- Annatina Wirz
- Andreas Traub
- Daniela Thurnherr Keller
- Heidrun Gutmannsbauer
- Jonas Weber
- Ramon Mabillard
- Cordula Lötscher
- Sara Lamm
- Mia Fuchs
- Anja Dillena
- Manuel Kreis